# Chamaecrista obcordata
Chamaecrista obcordata là một loài thực vật có hoa trong họ Đậu. Loài này được (Sw.) Britton miêu tả khoa học đầu tiên.